# 杭州東駅
杭州東駅（こうしゅう-ひがし-えき）は、中華人民共和国浙江省杭州市上城区に位置する中国鉄路総公司（CR）上海鉄路局が管轄する駅。

## 利用可能な鉄道路線
中国鉄路総公司
滬昆線
滬杭旅客専用線
寧杭旅客専用線
杭甬旅客専用線
杭長旅客専用線
杭黄旅客専用線

## 歴史

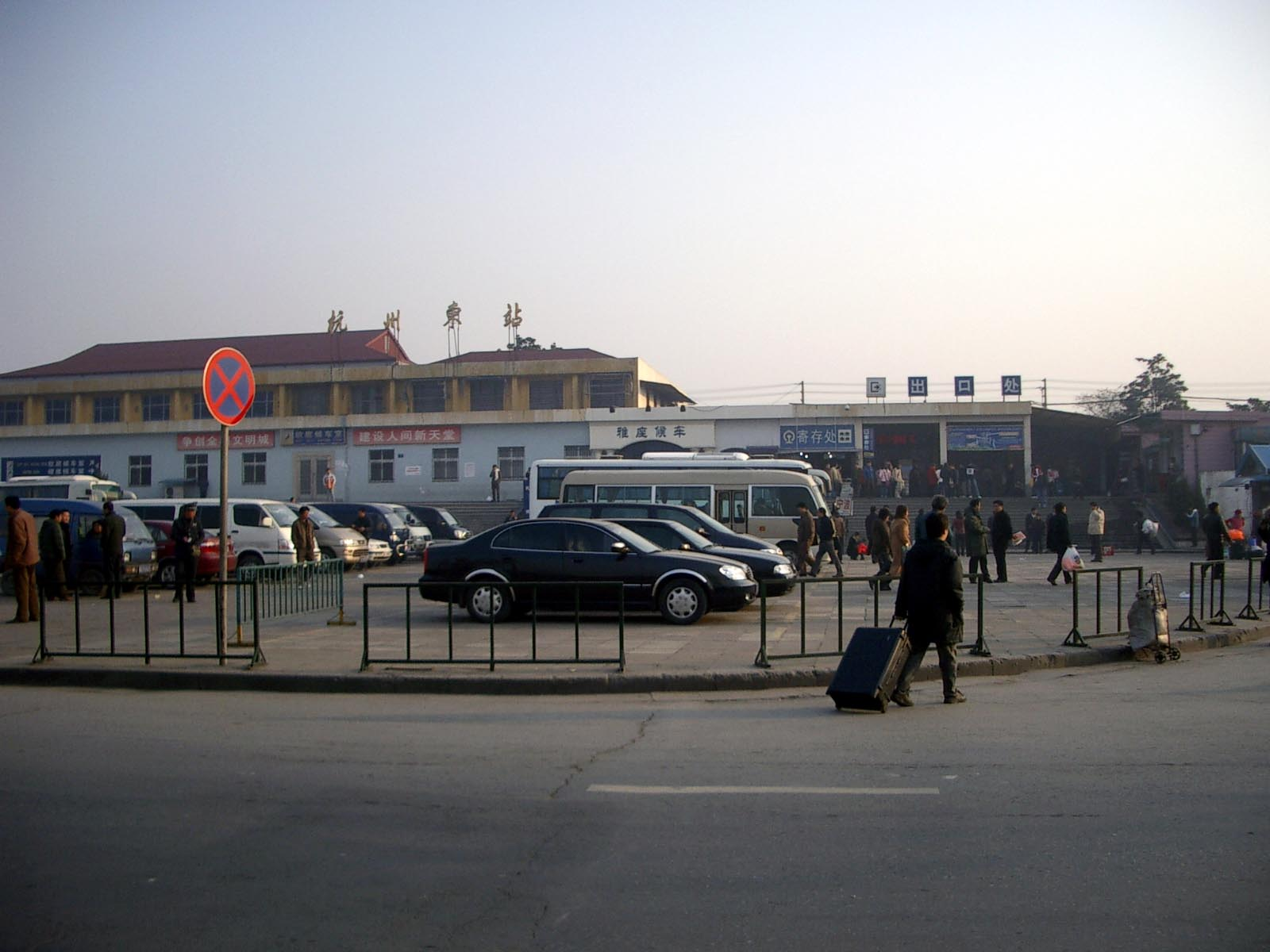
既に取り壊された旧駅舎

- 1992年 - 杭州東駅が開業。当初はプラットホーム4面7線だった。
- 2008年 - 拡張工事着工
- 2010年1月 - 拡張工事の為業務停止。杭州駅及び杭州南駅に振り分け対応[1]。
- 2013年
  - 6月30日 - 駅地下に杭州地下鉄の火車東駅が開業[2]。
  - 7月 - 新駅ビルにて業務再開。総予算250億元、113万平方メートル、プラットホーム15面30線となり、中国最大の鉄道駅のひとつとなった。

## 駅構造
島式ホーム13面、単式ホーム2面、計15面30線の地上駅である。

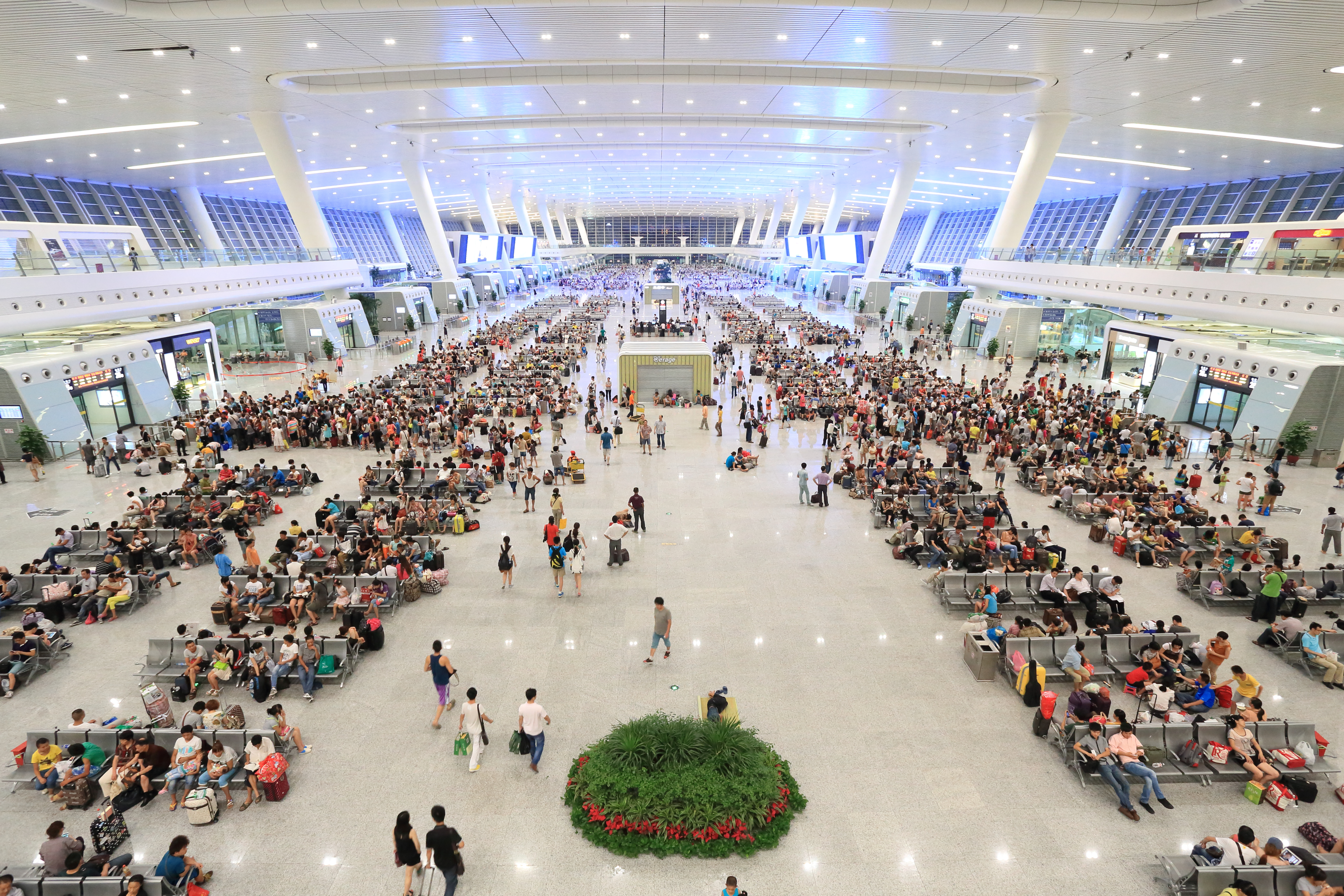
コンコース
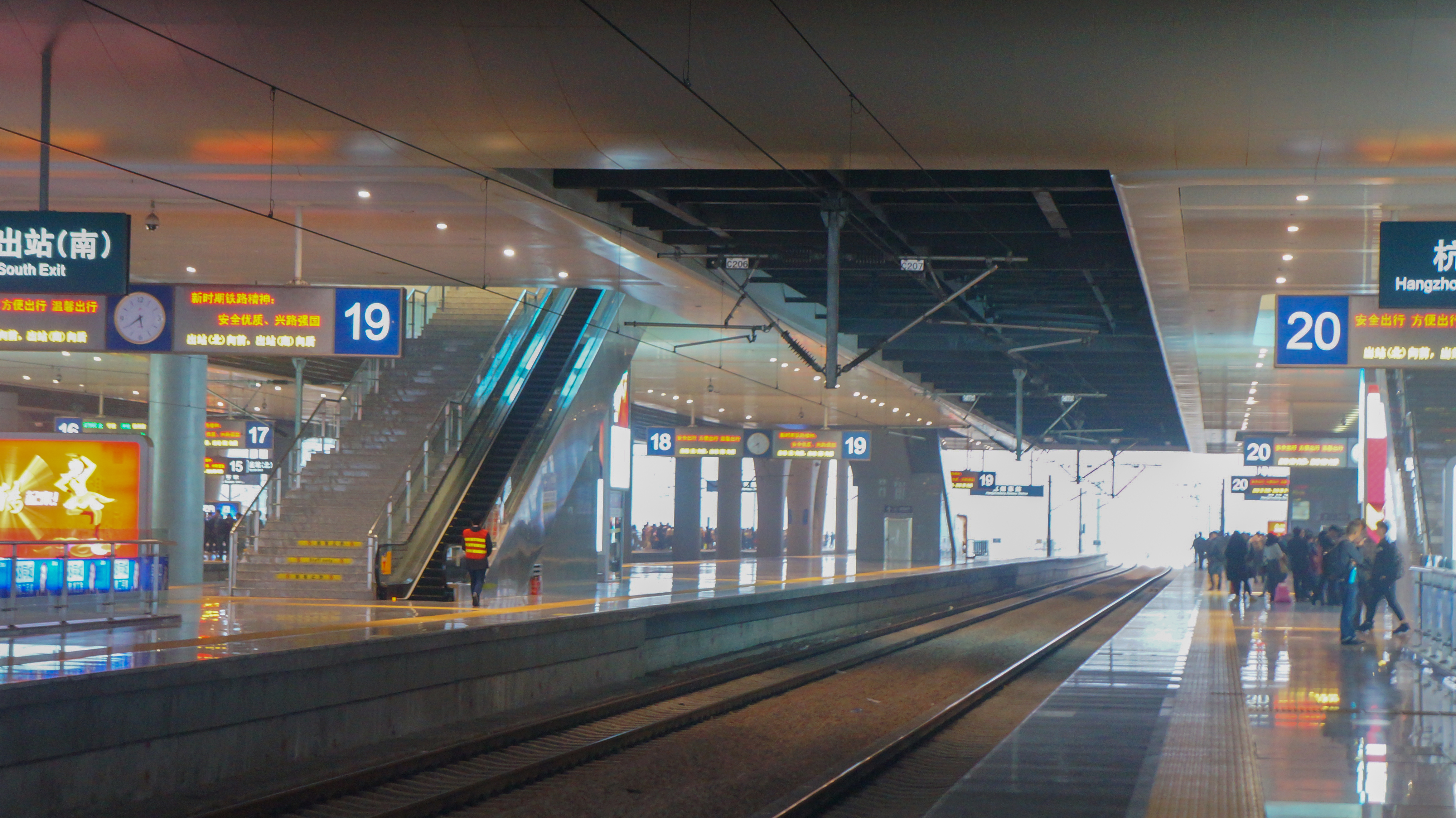
プラットホーム

プラットホーム

## 駅周辺

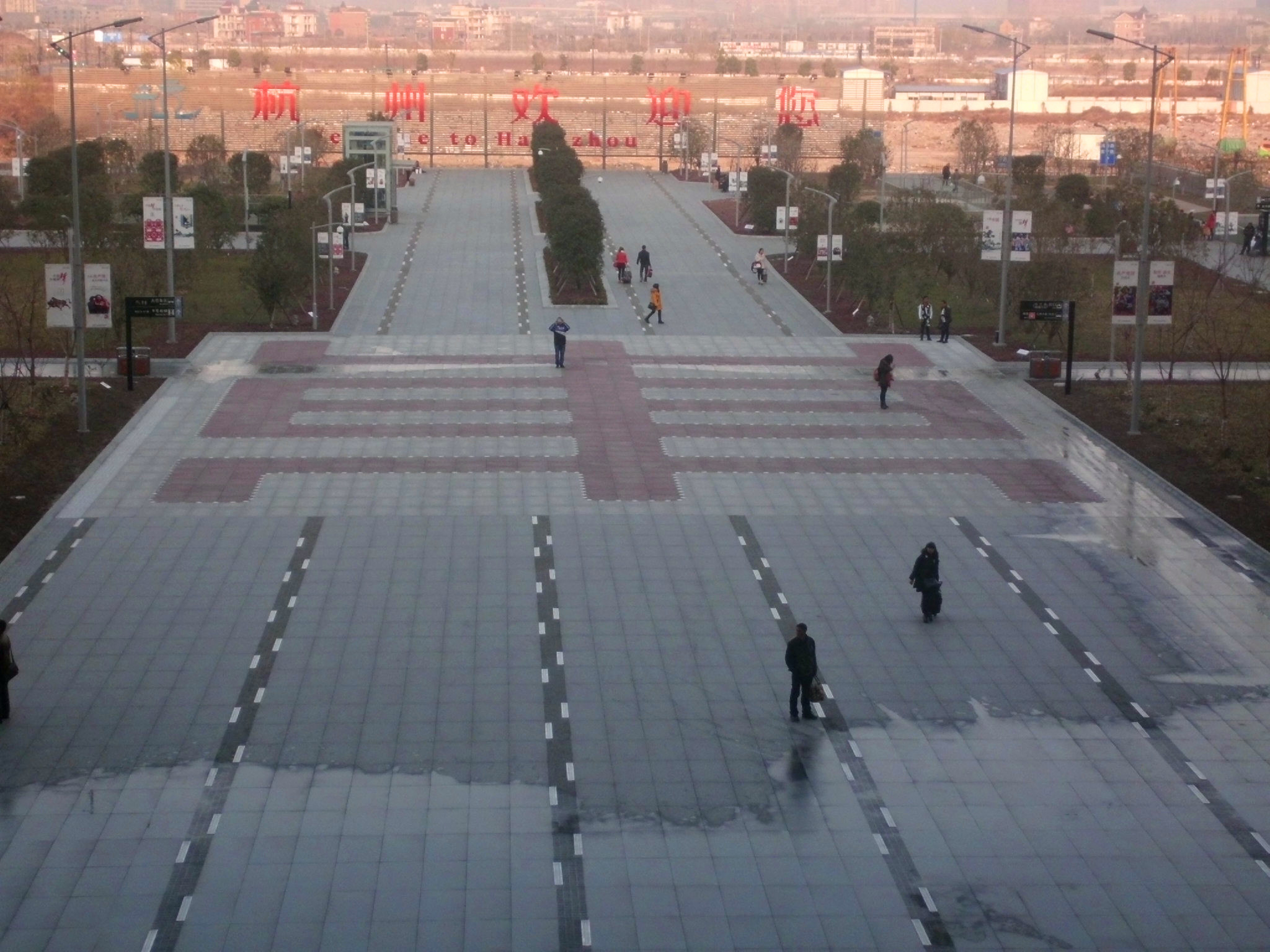
東広場

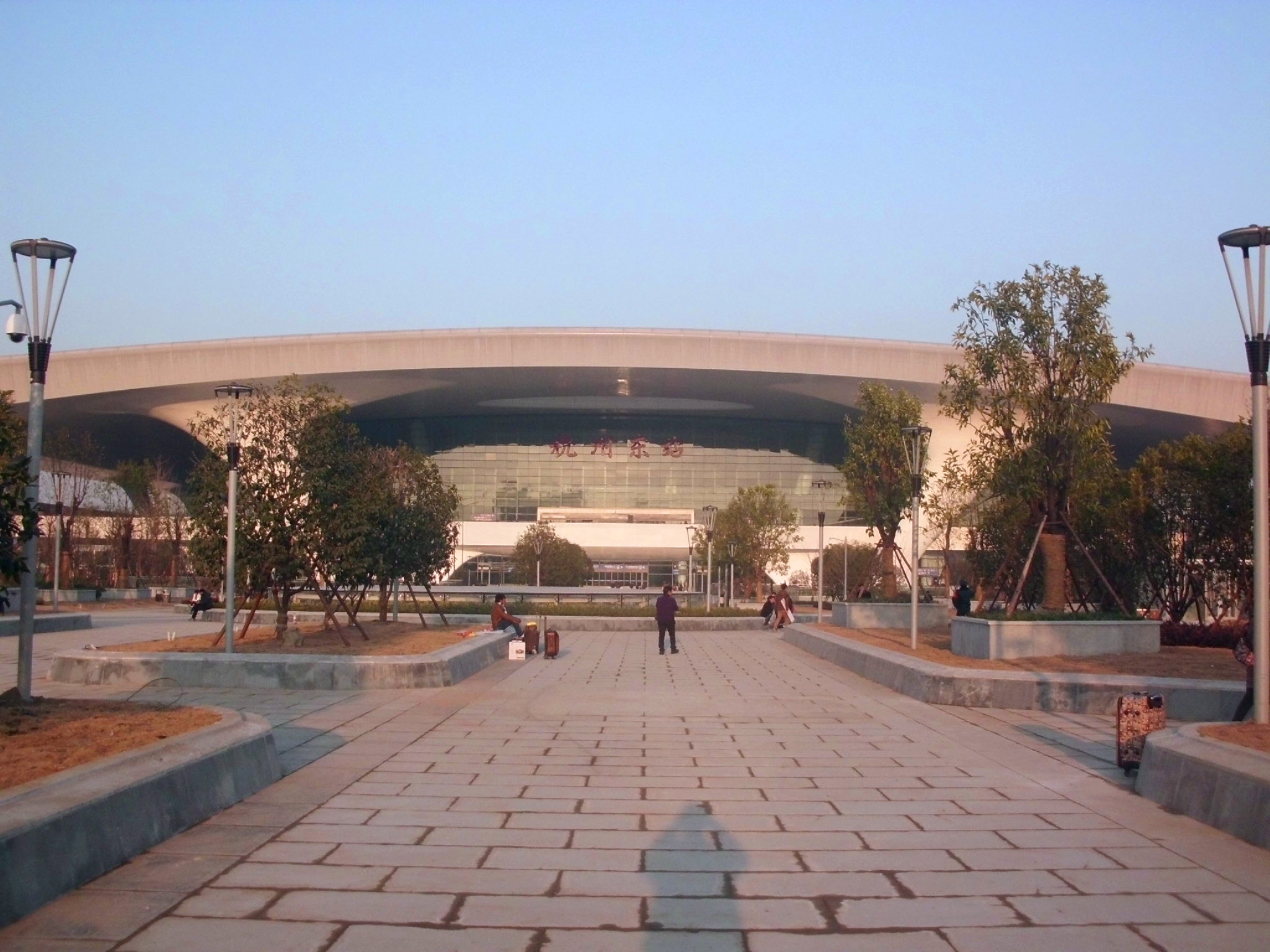
西広場

## バス路線
東広場（駅構内始発）
- 9路，化仙橋方面
- 48路，汽車北站（中国語版）方面
- 93路，浙大紫金港校区（中国語版）方面
- 107路，銭江湾花園方面
- 108路，呉山公交站方面

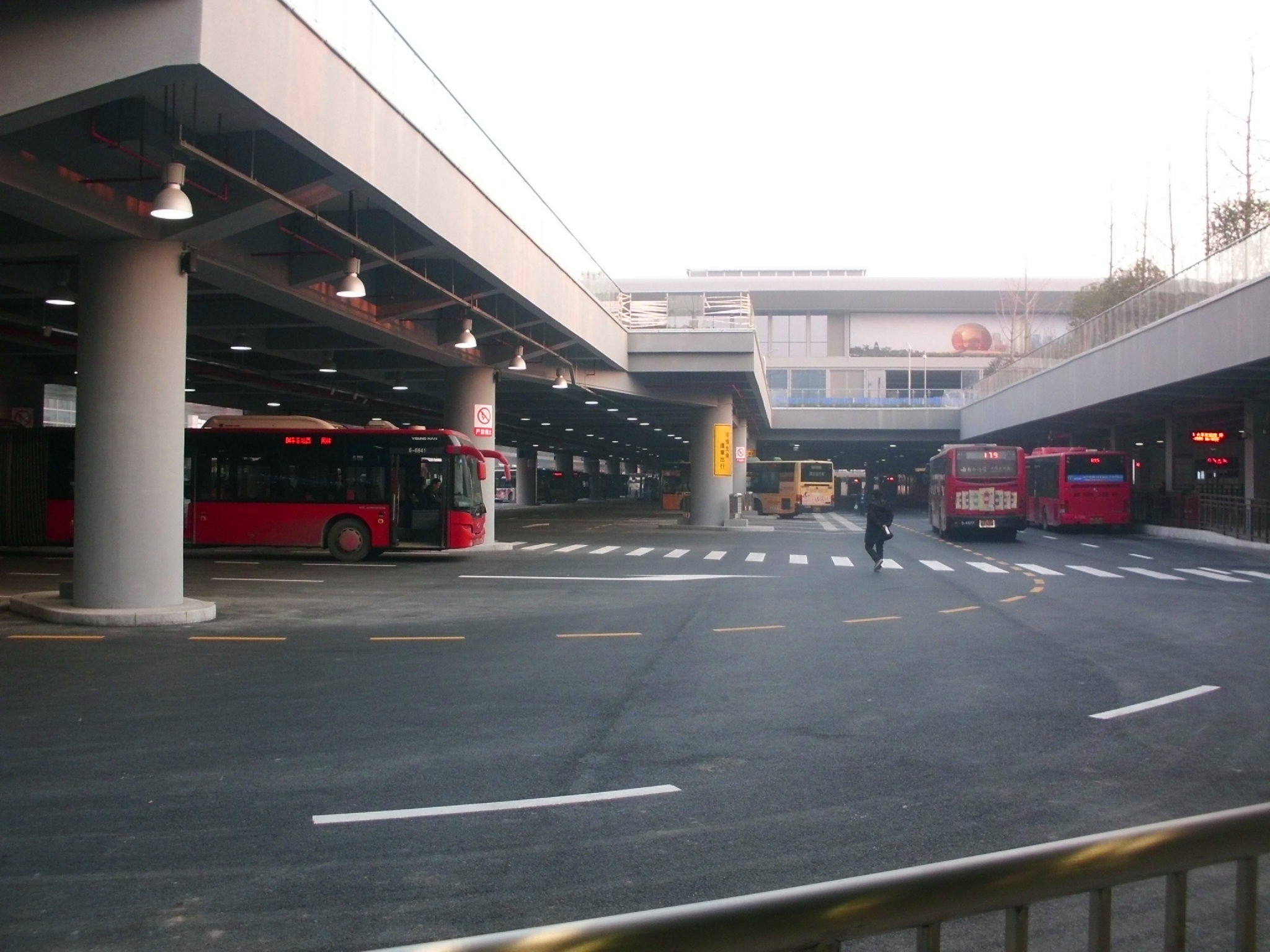
バスターミナル

- 123路，粛山站前路公交站（火車南站）方面
- 320路，下沙（中国語版）高教文津站方面
- 391路，新紡路公交站方面

東広場（駅外始発）
- 124路，七堡中心路方面

東広場（途中の停留所）
- 35路，呉山公交站—黄家村公交站方面
- 81路，景芳南站—環丁路公交站方面
- 304路，采荷路秋涛路口—半山路公交站方面

西広場（駅構内始発）
- B4線，閑林埠/中泰公交站方面
- B支3線，浜文中心站方面
- B支5線，浦沿街道（中国語版）方面
- 20路，杭州陶瓷品市場方面
- 28路，植物園（中国語版）方面
- 31路，動物園（中国語版）方面（18:00以降は呉山広場（中国語版）方面）
- 33路，拱北小区方面
- 43路，蒋村公交中心站方面
- 105路，火車東站西方面（内回り）
- 106路，火車東站西方面（外回り）
- 179路，汽車西站（中国語版）方面
- 200路（夜間），城站火車站方面
- 224路（夜間），皇朝花園方面
- 227路（夜間），和睦新村方面
- 228路（夜間），浙大（玉泉校区）（中国語版）方面

西広場（駅構内・途中の停留所）
- 215路（夜間），蒋村公交中心站—景芳小区

西広場（駅外・途中の停留所）
- B支2線，丁橋公交站—市府大楼
- 47路，景芳六区—運河広告産業園
- 99路，丁橋公交站—景芳南站
- 357路，九福路公交站—九福路公交站
- 358路，九福路公交站—九福路公交站